# II. Alexandrosz szeleukida uralkodó
II. Alexandrosz Zabinasz vagy Zebina (Αλέξανδρος Ζαβίνας, ? – I. e. 122) ókori hellenisztikus király, a Szeleukida Birodalom trónbitorlója volt (i. e. 125-től haláláig).
Zabinasz egy Protarkhosz nevű kereskedő gyermeke volt, és VIII. Ptolemaiosz Euergetész egyiptomi király állította trónkövetelőként a pártusok fogságából hazatért II. Démétriosz Nikatórral szemben Kr. e. 128 körül, miután az összefogott a feleségével, II. Kleopátrával, és megpróbálták eltávolítani az alexandriai trónról. Hogy igényét megalapozza, azt híresztelte, hogy Démétriosz megbuktatott fivére, VII. Antiokhosz Euergetész adoptálta, de ezt széles körben sosem tudták elfogadtatni – a zebina név megvásárolt rabszolgát jelent, és arra a szóbeszédre utal, hogy Ptolemaiosz rabszolgaként vásárolta Alexandroszt.
Az egyiptomi jelölt a zsarnoki Démétriosz kiábrándult alattvalói körében részleges sikereket tudott csak aratni: Antiokheia és Apameia egyaránt megnyitották előtte kapuikat, de a döntő győzelmet csak i. e. 125-ben sikerült learatnia. A Türoszba menekült Démétrioszt meggyilkolták menekülés közben, azonban Alexandrosznak még abban az évben szembesülnie kellett hajdani támogatója, Ptolemaiosz új trónjelöltjével, elődjének Antiokhosz nevű fiával. Riválisa legyőzte, és amikor Antiokheiában megpróbálta kifosztani a Zeusz-templomot, a lakosság híveivel együtt elüldözte. i. e. 122-ben végül rablók fogták el és adták ki ellenfelének, aki kivégeztette.